# Invisible Republic (bande dessinée)
 (janvier 2020).
Si vous disposez d'ouvrages ou d'articles de référence ou si vous connaissez des sites web de qualité traitant du thème abordé ici, merci de compléter l'article en donnant les références utiles à sa vérifiabilité et en les liant à la section « Notes et références ».
Invisible Republic est une série de bande dessinée de science-fiction américaine. Créée par la scénariste Corinna Bechko et le dessinateur Gabriel Hardman (qui participe également au scénario), elle est publiée par Image Comics à partir de 2015. 
L'histoire se déroule en 2844 sur une lune éloignée colonisée par les humains. Après la chute d'un dictateur qui avait régné pendant quatre décennies, le journaliste en disgrâce Croger Babbs trouve le journal intime de la cousine de l'ancien leader. Il ouvre une enquête sur les vérités cachées derrière la montée du régime. Le récit est divisé entre les aventures de Babbs au cours de ses recherches et les flashbacks décrivant les évènements vécus 40 ans plus tôt par cette femme effacée de l'histoire officielle.
Malgré de bonnes critiques, Invisible Republic est interrompue depuis le quinzième comic book (mars 2017). Elle a fait l'objet de trois recueils, dont le premier a été finaliste du prix Hugo de la meilleure histoire graphique en 2016. Une version française a été publiée par Bragelonne en 2018-2019.

## Publications

### France
- Invisible Republic  (trad. Philippe Touboul), Bragelonne, coll. « Hi Comics » :

1. Tome 1, 2018  (ISBN 978-2-8112-3279-5).
2. Tome 2, 2018  (ISBN 978-2-378-87066-9).
3. Tome 3, 2019  (ISBN 978-2-378-87099-7).